# 베셀린 부요비치
베셀린 부요비치(세르비아어: Веселин Вујовић, Veselin Vujović, 1961년 1월 18일 ~ )는 유고슬라비아와 몬테네그로의 핸드볼 선수, 지도자로 포지션은 레프트백이다. 1980년대 세계 최고의 핸드볼 선수 중 한 명으로 평가받으며, 올림픽에서 금메달 1개, 동메달 1개를 획득했다. 1988년 최초의 IHF 올해의 선수로 선정되었다.
은퇴 후에는 지도자로 활동하고 있으며, 현재 보스니아 헤르체고비나의 핸드볼팀인 보라츠 바냐 루카의 감독을 맡고 있다.